# Catálise de transferência de fase
Em química uma catálise de transferência de fase ou CTF  é uma catálise que utuiliza-se de um catalisador (um catalisador de transferência de fase) que facilita a migração de um reactante de uma fase a outra enquanto uma reação ocorre. CTF é uma forma especial de catálise heterogênea. Reactantes iônicos são frequentemente solúveis em uma fase aquosa mas insolúvel em uma fase orgânica na ausência do catalisador de transferência de fase. Catálise de transferência de fase refere-se à aceleração da reação sobre a adição do catalisador de transferência de fase.